# Mazhar Munir
Mazhar Munir es un actor inglés de televisión y cine. 
Antes de actuar en la película Syriana en 2005, apareció en tres espectáculos de televisión británicos: The Bill, Mile High y Doctors. 
Munir recibió buenas críticas por su actuación en Syriana, donde realizó el papel de un inmigrante pakistaní desempleado en el Medio Oriente. New York Times alabó su "sensibilidad delicada y observadora".
- Datos: Q6798507